# Tresiós
Trézioux és un municipi francès situat al departament del Puèi Domat i a la regió d'Alvèrnia-Roine-Alps. L'any 2007 tenia 410 habitants.

## Demografia

### Població
El 2007 la població de fet de Trézioux era de 410 persones. Hi havia 171 famílies de les quals 53 eren unipersonals (33 homes vivint sols i 20 dones vivint soles), 57 parelles sense fills i 61 parelles amb fills.
La població ha evolucionat segons el següent gràfic:
Habitants censats

### Habitatges
El 2007 hi havia 288 habitatges, 180 eren l'habitatge principal de la família, 61 eren segones residències i 47 estaven desocupats. 277 eren cases i 11 eren apartaments. Dels 180 habitatges principals, 148 estaven ocupats pels seus propietaris, 23 estaven llogats i ocupats pels llogaters i 9 estaven cedits a títol gratuït; 2 tenien una cambra, 10 en tenien dues, 24 en tenien tres, 58 en tenien quatre i 86 en tenien cinc o més. 117 habitatges disposaven pel capbaix d'una plaça de pàrquing. A 64 habitatges hi havia un automòbil i a 96 n'hi havia dos o més.

### Piràmide de població
La piràmide de població per edats i sexe el 2009 era:
| Homes | Edats   | Dones |
| ----- | ------- | ----- |
| 0     | 95 o +  | 0     |
| 0     | 90 a 94 | 4     |
| 0     | 85 a 89 | 0     |
| 4     | 80 a 84 | 4     |
| 8     | 75 a 79 | 12    |
| 8     | 70 a 74 | 24    |
| 12    | 65 a 69 | 4     |
| 12    | 60 a 64 | 4     |
| 0     | 55 a 59 | 0     |
| 16    | 50 a 54 | 12    |
| 20    | 45 a 49 | 24    |
| 20    | 40 a 44 | 12    |
| 12    | 35 a 39 | 16    |
| 16    | 30 a 34 | 0     |
| 8     | 25 a 29 | 8     |
| 8     | 20 a 24 | 0     |
| 24    | 15 a 19 | 0     |
| 4     | 10 a 14 | 16    |
| 0     | 5 a 9   | 12    |
| 0     | 0 a 4   | 4     |

## Economia
El 2007 la població en edat de treballar era de 262 persones, 207 eren actives i 55 eren inactives. De les 207 persones actives 186 estaven ocupades (107 homes i 79 dones) i 20 estaven aturades (9 homes i 11 dones). De les 55 persones inactives 17 estaven jubilades, 19 estaven estudiant i 19 estaven classificades com a «altres inactius».

### Ingressos
El 2009 a Trézioux hi havia 199 unitats fiscals que integraven 458 persones, la mediana anual d'ingressos fiscals per persona era de 17.518 €.

### Activitats econòmiques
Dels 14 establiments que hi havia el 2007, 2 eren d'empreses de construcció, 4 d'empreses de comerç i reparació d'automòbils, 1 d'una empresa de transport, 2 d'empreses d'informació i comunicació, 3 d'empreses de serveis i 2 d'empreses classificades com a «altres activitats de serveis».
Dels 3 establiments de servei als particulars que hi havia el 2009, 1 era un taller de reparació d'automòbils i de material agrícola i 2 guixaires pintors.
L'únic establiment comercial que hi havia el 2009 era una gran superfície de material de bricolatge.
L'any 2000 a Trézioux hi havia 25 explotacions agrícoles que ocupaven un total de 1.140 hectàrees.

## Equipaments sanitaris i escolars
El 2009 hi havia una escola elemental integrada dins d'un grup escolar amb les comunes properes formant una escola dispersa.

## Poblacions més properes
El següent diagrama mostra les poblacions més properes.